# Håkon Austbø
Håkon Austbø (Kongsberg, 22 ottobre 1948) è un pianista norvegese.

## Biografia
Austbø ha studiato a Parigi, New York e Monaco di Baviera, prima di stabilirsi nei Paesi Bassi nel 1974, dove insegna al Conservatorio di Amsterdam.
Ha realizzato molte incisioni per l'etichetta Brilliant Classics e Naxos Records.
Le registrazioni di Austbø includono l'intera opera pianistica di Olivier Messiaen, Claude Debussy, Alexander Scriabin (sonate complete per pianoforte), Erik Satie, Johannes Brahms, Robert Schumann, Leoš Janáček e Edvard Grieg (pezzi lirici completi).
Austbø è stato anche iniziatore e direttore del progetto LUCE, fondato per realizzare il Clavier à lumières di Scriabin.

## Premi e riconoscimenti
- Nel 1971 ha ottenuto il primo premio del Concorso Internazionale di musica contemporanea Olivier Messiaen
- Nel 1998 è stato insignito del Premio Edison per la registrazione del Catalogue des oiseaux di Olivier Messiaen
- Nel 2003 è stato insignito del Premio Grieg dal Museo Grieg in Norvegia